# Pak Hon-yong

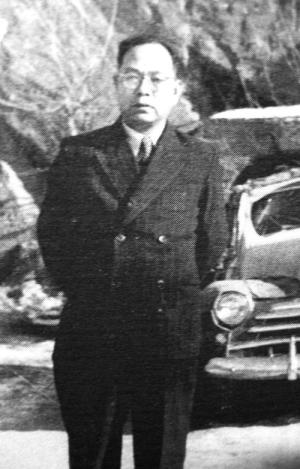
Pak Hon-yong in 1952

Pak Hon-yong (Hangul:박헌영, Hanja:朴憲永, 28 mei 1900 – december 1956(?)) was een Noord-Koreaans onafhankelijkheidsactivist, politicus en een communistisch activist. Hij was een van de hoofdleiders van de Koreaanse Communistische Beweging tijdens de Japanse Koloniale Heersing (1910–45). Zijn bijnaam was Ijung (이정).
- International Standard Name Identifier: 0000 0000 3601 5467
- Library of Congress Control Number: n86072591
- Virtual International Authority File: 48246202
- WorldCat: E39PBJhH7KhdfWQ8BQ9RqF7bVC